# مارتین ورکرک
 مارتین ورکرک (انگلیسی: Martin Verkerk؛ زاده ۳۱ اکتبر ۱۹۷۸) یک تنیس‌باز اهل هلند است.